# إنوسنت الرابع
البابا إنوسنت الرابع (تقريباً 1195 - 7 ديسمبر 1254) ولد باسم سينيبالدو فييشي وحمل منصب البابا من 28 يونيو 1243 حتى وفاته.